# Axel Lukkien
Axel Lukkien, artiestennaam van Axel Lukkien Holsbergen, (Amsterdam, 5 juli 1971) is een Nederlandse zanger, componist en tekstschrijver van Nederlandstalige liederen.
In 1999 had hij een top-100 hit met het lied Linette. In 2004 verscheen zijn debuutalbum Nou En Of, waarop naast Linette ook de singles Stoppen, Eindeloos en Over Een Jaar te vinden zijn.
De Amsterdammer is verder werkzaam als freelance componist voor verschillende televisieprogramma’s, zoals Het Klokhuis (NPS) en Sesamstraat (NPS).
Sinds 2007 werkt hij als docent tekstdichten aan het ArtEZ Conservatorium Arnhem.
Hoewel Lukkiens teksten vooral raakvlakken hebben met kleinkunst en luisterlied, doet zijn muziek erg denken aan de popmuziek van de jaren zestig en tachtig.
Vooral invloeden van The Beatles en Doe Maar zijn in Lukkiens muziek terug te vinden. In zijn teksten is verder de invloed van onder anderen Bram Vermeulen en Lennaert Nijgh te horen.
Van 2006 tot en met 2009 presenteerde en organiseerde Axel Lukkien De Proeverij, een Nederlandstalig liederenprogramma in Comedy Club Toomler te Amsterdam. In het programma ontving hij gasten als Sara Kroos, Alex Roeka, Ad Visser, Mike en Thomas, Jeroen Zijlstra, Maarten van Roozendaal, André Manuel, Peter Beeker, Kasper van Kooten en Fay Lovsky.
In 2008 pakt Axel Lukkien zelf de productie op van het vervolg op Nou En Of. Dit leidt tot de singles Halve Kracht in 2009 en Ik Mis Je in 2010, die beide worden begeleid door bijzondere videoclips met gastrollen voor Renee van Bavel en Maarten van Roozendaal.
Axels nieuwe album met de titel Welkom Thuis is in april 2013 verschenen.